# Pedro Juan Gutiérrez
Pedro Juan Gutiérrez, född 27 januari 1950 i Matanzas på Kuba, är en kubansk konstnär och författare.

## Bakgrund
Guiterrez har tidigare arbetat som radio-, Tv- och tidningsjournalist. Skriver såväl romaner, dikter som faktaböcker.